# Tjusebotorp
Tjusebotorp är en mindre ort med en handfull bostäder som ligger två kilometer väster om Hovsta och två kilometer norr om Vivalla i Örebro kommun.